# Vol Ariane 253
Le lancement VA-253 est le 253e lancement d'une fusée Ariane, le 107e lancement d'une Ariane 5, et le 76e lancement d'une Ariane 5 ECA. Il a eu lieu le 15 août 2020 depuis le site de lancement numéro 3 (ELA-3) du centre spatial guyanais, et a lancé avec succès 3 satellites.

## Lanceur
Le lanceur est une Ariane 5 ECA. Avec les trois satellites, la masse au décollage totale est de 780 tonnes, pour une hauteur de 51,03 mètres. Ce lancement marque l'utilisation d'une nouvelle baie à équipement située sous la coiffe.

## Charges utiles
Le lancement VA-253 emporte trois satellites en orbite géostationnaire, pour une masse totale de 9 703 kg.

### Galaxy 30
Galaxy 30 est un satellite de radiodiffusion américain d'Intelsat opéré par Northrop Grumman. C'est le 62e satellite d'Intelsat lancé par Arianespace. Galaxy 30 est lancé conjointement au satellite MEV-2. Il est propulsé par deux propulseurs chimiques et a une masse de 3 298 kg. Il est prévu pour une durée de vie de 15 ans. Lors du lancement, il fait corps avec MEV-2.

### MEV-2
MEV-2 fait partie du même programme de lancement que Galaxy 30, programme opéré par Northop Grumman pour SpaceLogistics LLC. MEV-2, pour Mission Extension Vehicle 2, est le deuxième modèle de MEV dont l'objectif consiste à s'amarrer à des satellites en fin de vie pour leur assurer un système de propulsion supplémentaire. Son objectif est le satellite Intelsat 10-02.
Il est propulsé au monergol et par un moteur ionique au xénon, pour une masse totale de 2 875 kg. Il est prévu pour une durée de vie de 15 ans.

### BSAT-4b
BSAT-4b, pour Broadcasting Satellite, est un satellite de radiodiffusion pour la télévision ultra-haute définition construit par Maxar pour la société japonaise B-SAT. Il est propulsé par deux propulseurs chimique pour une masse de 3 530 kg, prévu pour durer 15 ans. Lors du lancement, il est situé à l'intérieur du SYLDA (Système de Lancement Double Ariane) qui permet d'embarquer deux charges satellitaires sous la coiffe.

## Lancement
Le lancement était initialement prévu pour le 31 juillet 2020 à 21 h 30 UTC, il fut reporté au 15 août à cause d'un problème de capteur sur le réservoir d'hydrogène liquide de l'étage principal cryogénique. Le 15 août, le lancement est reporté pour des raisons météorologiques à 22 h 04 UTC, heure effective du lancement. Le déroulement du lancement et des étapes de lancement fut nominal. La mission a duré 47 minutes et 39 secondes jusqu'à la séparation de BSAT-4b.